# Susie Rodgers
Susannah Elizabeth Joy "Susie" Rodgers es una nadadora paralímpica británica. Compite en eventos de clasificación S7 y ganó tres medallas de bronce en los Juegos Paralímpicos de verano 2012 y una de oro en los Juegos de 2016.

## Biografía
Rodgers nació el 9 de agosto de 1983 en Stockton-on-Tees, Inglaterra. Nació sin un brazo y pierna completamente formados en el lado izquierdo de su cuerpo. Fue anunciada como Joven Líder Global por el Foro Económico Mundial en 2018, un año después de su retiro del deporte profesional en 2017. 
Se graduó con una Licenciatura en Artes (BA) en lenguas modernas de la Universidad de Newcastle, y puede hablar catalán, francés, alemán, italiano y español. Combinó su carrera de natación con un trabajo como Gerente de Proyecto para el British Council. Es directora calificada no ejecutiva calificada a calificada a través del programa NED de The Financial Times, entre otros roles.

## Natación
Rodgers aprendió a nadar siendo niña cuando vivía en Egipto, pero no practicó la natación competitiva hasta que se inspiró al ver al equipo británico en los Juegos Paralímpicos de Verano de 2008. Compite en la clasificación paralímpica S7 para nadadores con discapacidad física.
Su primera aparición en un evento internacional fue en el Campeonato Europeo de IPC 2011 celebrado en Berlín, Alemania. En el encuentro, ganó seis medallas, cinco de oro y una de plata. Obtuvo el oro individual en el estilo libre de 400 metros, en un nuevo tiempo récord europeo, y el oro de relevos en el 34pt 4 × 100   m estilo libre junto a Louise Watkin, Lauren Steadman y Claire Cashmore. Su segunda medalla de oro individual llegó en la carrera de 100 metros cuando estableció un tiempo de 1: 26.09, un nuevo récord británico, para vencer a la poseedora del récord mundial alemana Kirsten Bruhn en el segundo lugar. Ganó su cuarta medalla de oro al establecer un nuevo tiempo récord europeo de 36.74 segundos en los 50 metros estilo mariposa. También ganó una medalla de plata en los 50 metros de estilo libre.  
Fue seleccionada para competir por Gran Bretaña en los Juegos Paralímpicos de 50verano de 2012 en Londres, Reino Unido, como parte de un equipo de 44 nadadores. En los Juegos compitió en las competiciones de 50, 100 y 400 metros estilo libre, 50 metros mariposa, 100 metros espalda y el relevo 4 × 100 m estilo libre. Ganó medallas de bronce en estilo libre de 100 metros y relevo, junto a Cashmore, Watkin y Stephanie Millward. Completó un hat trick de medallas de bronce al terminar tercera en estilo libre de 400 metros, estableciendo nuevos récords europeos tanto en las eliminatorias como en la final, para ganar la centésima medalla de Gran Bretaña de los Juegos. También logró el cuarto lugar en estilo mariposa y sexto en espalda.
En 2013, fue seleccionada para representar a Gran Bretaña nuevamente, esta vez en el Campeonato Mundial de Natación IPC en Montreal. En sus tres eventos individuales de estilo libre; 50 m S7, 100 m S7 y el 400 m S7, la estadounidense Cortney Jordan la venció, obteniendo plata en cada ocasión. En su único evento de estilo mariposa, los 50 m S7, nuevamente ocupó el segundo lugar, esta vez perdiendo el primer lugar en el podio ante la canadiense Brianna Nelson. Salió de Canadá con una medalla más, llevándose el oro en el 4 x 100 m relevo de estilo libre (34 puntos) junto a Stephanie Millward, Claire Cashmore y Amy Marren. El segundo y tercer lugar en el relevo de 100 metros fueron para Canadá y EE. UU., esos equipos tenían tanto a Nelson como a Jordan.